# Parque natural regional del Bosque de Oriente
El parque natural regional del Bosque de Oriente es un parque natural regional francés ubicado en el departamento de Aube . Creado en 1970, es uno de los primeros cinco parques naturales regionales creados en Francia.

## Geografía

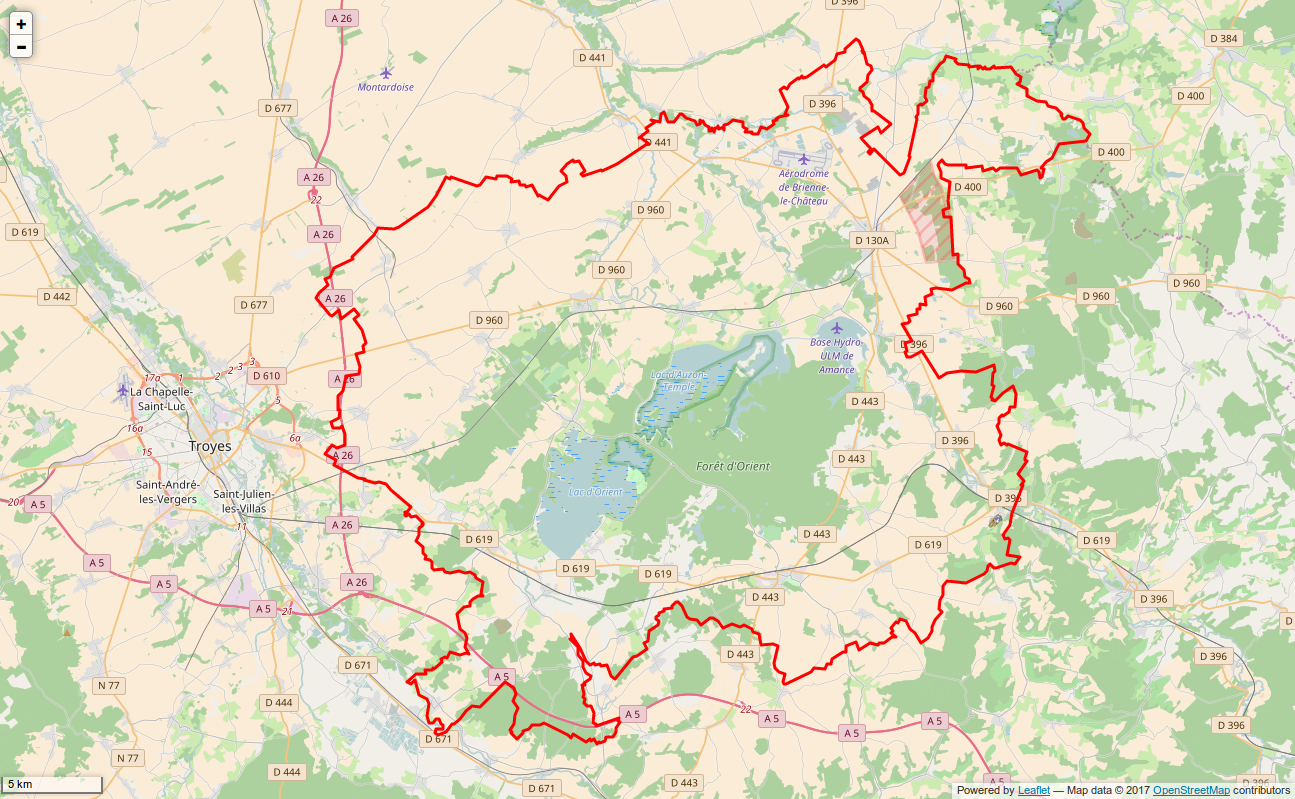
Perímetro del PNR.

Cubriendo un área de 80 000 ha, agrupa a 58 comunas ( 58 comunas firmantes de la Carta 2010-2021) que representan una población aproximada de 23 000 habitantes.
Este parque alberga grandes lagos de embalse ( 5000 ha ), enclavados en profundos bosques y enmarcados al oeste y al este por alturas calcáreas accidentadas. Hay 106 estanques privados donde se practica la pesca.
Estos lagos artificiales forman parte del sistema de regulación del caudal del Sena, implantado desde mediados de los años 60. Las estructuras de ingeniería (diques y canales de alimentación y retorno) son gestionadas por la Institución Interdepartamental de Presas de la Cuenca del Sena.  
Los lagos hacen de este territorio un lugar de paso obligado para las aves migratorias que vienen del norte y se dirigen a las tierras cálidas de África. El parque también incluye 25.000 ha de bosque en el que predominan los robles y los carpes, una gran parte de los cuales es de propiedad privada. El sector maderero es el mayor empleador de la zona.
Alberga la reserva natural nacional del Bosque de Oriente, creada en 2002, y la reserva natural regional de praderas húmedas de Courteranges, creada en 2010. Y forma parte del mayor humedal francés de importancia internacional, sobre todo para las aves acuáticas, según el Convenio de Ramsar: el Sitio Ramsar de los Estanques de la Champaña húmeda (255.000 hectáreas).

## Elementos naturales

Logotipo del parque

Este parque consta de tres grandes lagos naturales :
- Lago Amance : 500 ha
- Lago del Temple : 1800 ha
- Lago de Oriente : 2500 ha .

Allí se ha desarrollado una importante actividad turística en torno a los deportes acuáticos, como por ejemplo la navegación a motor, la natación, la vela o el buceo .
Estos vastos cuerpos de agua son también, durante las grandes migraciones, una importante escala para miles de aves: cigüeña negra, grulla común, patos, gansos salvajes, rapaces . . .